# Caraá
Caraá ist ein ländliches Munizip mit etwa 8200 (Schätzung 2018) Einwohnern im Bundesstaat Rio Grande do Sul im Süden Brasiliens. Es liegt etwa 95 km östlich von Porto Alegre. Benachbart sind die Orte Osório, Riozinho, Maquiné und Santo Antônio da Patrulha. Ursprünglich war Caraá Teil des Munizips Santo Antônio da Patrulha.